# Корбут Степан Іванович
Ко́рбут Степа́н Іва́нович (1890, село Рубченки, Сквирський повіт , Київська губернія — †22 листопада 1921, містечко Базар, Базарська волость, Овруцький повіт, Волинська губернія) — виконувач обов'язки скарбника куреня і начальник господарчої частини 4-ї Київської дивізії Армії УНР, Герой Другого Зимового походу.

## Життєпис
Народився в 1890 році у селі Рубченки Сквирського повіту (нині Володарський район) Київської губернії в українській селянській родині.
Закінчив двокласне училище у місті Сквира.
Працював діловодом.
Не входив до жодної партії.
Під час Другого Зимового походу — виконувач обов'язки скарбника куреня і начальник господарчої частини 4-ї Київської дивізії.
Потрапив у полон між 15-00 і 16-00 17 листопада 1921 під селом Малі Миньки.
Розстріляний більшовиками 22 листопада 1921 року у місті Базар.
Реабілітований 25 березня 1998 року.

## Вшанування пам'яті
- Його ім'я вибите серед інших на Меморіалі Героїв Базару.